# Bexheft Ármin
Bexheft Ármin, 1848-tól Bérczy Ármin, 1849-től ismét Bexheft (Nagyszalók, 1828. szeptember 16. – Budapest, 1896. április 5.) újságíró.

## Pályafutása
Bexheft János Konrád evangélikus lelkipásztor unokája. Apja, ifj. Bexheft János Konrád evangélikus lelkész volt. A cipszerek régi szokása szerint a magyar nyelv elsajátítása végett már hatéves korában Füleken, Nógrád vármegyében Palumbiny János ottani gyógyszerész nagybátyjánál egy évet töltött; tanulmányait Késmárkon, Sajógömörön és Pozsonyban végezte, mire az 1848–49-es forradalom és szabadságharc bekövetkezvén, a 9. már eredetileg veres sapkás zászlóaljba honvédnek lépett be; 1849 májusában pedig a 92. zászlóaljhoz helyezték át, ahol a világosi fegyverletétel idején főhadnagyi rangot viselt. Az osztrák hadseregbe közlegényként beosztatván, két évet töltött Észak-Itáliában. 1849. október 26-án sorozták be a 3. gyalogezredhez, 1851. augusztus 31-én szerelt le. Amikor onnan hazakerült, jogtudományi tanulmányait a Pesti Királyi Tudományegyetemen végezte, letette az ügyvédi vizsgát. A Pest városi Honvédegylet tagja volt.
Az 1860. év elején mint a bécsi Wanderer pesti levelezője lépett a hírlapiról pályára, 1861. január 4-én pedig a Pester Lloyd belső munkatársa lett. Miután 1867. december 25-én megalapították az Ungarischer Lloyd című lapot, valamennyi szerkesztőségi társával ezen laphoz ment át; majd pedig amikor ezt az akkori kiadója megszüntette, 1877. évi március 1-jén a Neues Pester Journal szerkesztőségébe lépett be, s ezen lapnál működött, német nyelven szolgálva a hazát.
Felesége Szabó Ilona (1854–1909) volt. Gyermekei Bexheft Ármin és Ilona.